# Baronía de Nikli
La Baronía de Nikli fue un feudo franco medieval del Principado de Acaya, ubicado en la región meridional de Arcadia de la península del Peloponeso en Grecia, y centrado en la ciudad de Nikli (en griego: Νίκλι; en francés: Nicles; en italiano: Nicli), también conocida como Amiclas (Ἀμύκλαι).

## Historia
La Baronía de Nikli se estableció hacia 1209, tras la conquista del Peloponeso por los cruzados, y fue una de las doce baronías seculares originales del Principado de Acaya. La baronía, con seis feudos de caballeros adjuntos, fue otorgada a un señor conocido en las versiones griega e italiana de la Crónica de Morea solo como Guillermo, pero cuyo apellido aparece en los registros angevinos como Morlay. Guillermo fue sucedido por su hijo Hugo —aunque Karl Hopf sugirió la interposición de un segundo Guillermo después del fundador original por razones cronológicas— y luego, alrededor de 1280, por Androuin de Villiers o de Villa, quien se había casado con la hermana de Hugo, Sachette.
Nikli, conocida en la Antigüedad como Tegea, está situada en la llanura meridional de Arcadia y fue conquistada por los francos tras un asedio en algún momento antes de 1209; en aquel momento era una ciudad de cierta importancia y sede de un obispado, que fue asumido por un obispo latino hasta 1222, cuando fue abolida y unida al de Lacedemonia. La ubicación de Nikli la convirtió en un excelente punto de reunión para ejércitos, así como para parlamentos como el famoso «Parlamento de las Damas» en 1261, pero después de 1262, cuando los bizantinos recuperaron partes del sureste del Peloponeso, la baronía se convirtió en un campo de batalla y, a principios de la década de 1270, Nikli estaba guarnecida permanentemente para evitar que los bizantinos salieran de su territorio en Laconia hacia la meseta central de Arcadia. Nikli aún estaba en manos francas en 1280, pero fue perdida por los bizantinos resurgentes poco después. La versión aragonesa de la Crónica afirma que los bizantinos ocuparon la ciudad en 1296, pero, al ser indefendible debido a su ubicación en la llanura, prefirieron destruirla y abandonarla. La región parece haber permanecido bajo control franco durante algunos años después, pero para 1302, estaba definitivamente en manos bizantinas.